# جاک ماهونی
جاک ماهونی (انگلیسی: Jock Mahoney; ۷ فوریهٔ ۱۹۱۹ – ۱۵ دسامبر ۱۹۸۹) خلبان پیشین،: 17  بدل‌کار و بازیگر اهل ایالات متحده آمریکا بود. وی بین سال‌های ۱۹۴۶ تا ۱۹۸۵ میلادی فعالیت می‌کرد.
وی چهاردهمین بازیگر نقش تارزان در سینماست. از فیلم‌های او می‌توان به تارزان به هند می‌رود اشاره نمود.